# Wilhelm Emmanuel von Ketteler
Wilhelm Emmanuel von Ketteler (ur. 25 grudnia 1811 w Münster, zm. 13 lipca 1877 w Burghausen) – niemiecki biskup, od 1850 do śmierci ordynariusz Moguncji, teolog i polityk. Prekursor katolickiej nauki społecznej w Niemczech, chrześcijański reformator, delegat biskupa wrocławskiego na Brandenburgię i Pomorze (1848–1850).
Święcenia kapłańskie otrzymał 1 lipca 1844. W 1848 został deputowanym pierwszego ogólnoniemieckiego Zgromadzenia Narodowego. 25 lipca 1850 został powołany przez papieża Piusa IX na stanowisko biskupa w Moguncji zostając najmłodszym biskupem Niemiec (39 lat). Sprzeciwiał się zwierzchnictwu pruskiego państwa nad Kościołem i krytykował Kulturkampf, a podczas I Soboru Watykańskiego próbował nie dopuścić do uchwalenia dogmatu o nieomylności papieża, jednak ostatecznie podporządkował się decyzjom tego soboru. Domagał się określenia czasu pracy i płacy minimalnej, popierał tworzenie chrześcijańskich związków zawodowych.
Benedykt XVI w encyklice Deus caritas est wymienia biskupa Kettelera jako pioniera w nowatorskim pojmowaniu sprawiedliwości społecznej, w czasie zmian w strukturze społecznej w XIX wieku, będących wynikiem rozwoju przemysłowego i ekspansją marksizmu.